# Stuart A. Reiss
Pour les articles homonymes, voir Reiss.
Stuart A. Reiss est un chef décorateur américain né le 15 juillet 1921 à Chicago (Illinois) et mort le 21 décembre 2014.

## Filmographie

### Cinéma (sélection)
- 1947 : L'Aventure de madame Muir (The Ghost and Mrs. Muir) de Joseph L. Mankiewicz
- 1951 : Le Renard du désert (The Desert Fox: the Story of Rommel) d'Henry Hathaway
- 1952 : Seules les femmes savent mentir (My Wife's Best Friend) de Richard Sale
- 1953 : Comment épouser un millionnaire (How to Marry a Millionaire) de Jean Negulesco
- 1953 : Titanic de Jean Negulesco
- 1953 : Niagara d'Henry Hathaway
- 1954 : La Joyeuse Parade (There's No Business Like Show Business) de Walter Lang
- 1954 : La Lance brisée (Broken Lance) d'Edward Dmytryk
- 1954 : Prince Vaillant d'Henry Hathaway
- 1955 : Sept Ans de réflexion (The Seven Year Itch) de Billy Wilder
- 1956 : L'Enfant du divorce (Teenage Rebel) d'Edmund Goulding
- 1957 : Jesse James, le brigand bien-aimé (The True Story of Jesse James) de Nicholas Ray
- 1958 : Le Bal des maudits (The Young Lions) d'Edward Dmytryk
- 1959 : L'Homme aux colts d'or (Warlock) d'Edward Dmytryk
- 1959 : Le Journal d'Anne Frank (The Diary of Anne Frank) de George Stevens
- 1960 : Le Grand Sam (North to Alaska) d'Henry Hathaway
- 1964 : Madame Croque-maris (What a Way to Go!) de J. Lee Thompson
- 1966 : Tiens bon la rampe, Jerry (Way... Way Out) de Gordon Douglas
- 1966 : Le Voyage fantastique (Fantastic Voyage) de Richard Fleischer
- 1967 : L'Extravagant Docteur Dolittle (Doctor Dolittle) de Richard Fleischer
- 1968 : L'Étrangleur de Boston (The Boston Strangler) de Richard Fleischer
- 1970 : MASH de Robert Altman
- 1981 : Deux Filles au tapis (…All the Marbles) de Robert Aldrich
- 1984 : Micki et Maude (Micki & Maude) de Blake Edwards

### Télévision
- 1963 : The Real McCoys (3 épisodes)
- 1963 : I'm Dickens, He's Fenster (1 épisode)
- 1964 : 12 O'Clock High (1 épisode)
- 1964 : Voyage au fond des mers (1 épisode)
- 1968 : Madame et son fantôme (1 épisode)
- 1970 : Bracken's World (7 épisodes)
- 1970 : Nanny et le professeur (1 épisode)
- 1971 : They Call It Murder (téléfilm)
- 1971-1972 : Sam Cade (24 épisodes)
- 1972-1973 : MASH (15 épisodes)
- 1972-1973 : Ghost Story (4 épisodes)
- 1973-1974 : The New Perry Mason (15 épisodes)
- 1974 : La Planète des singes (14 épisodes)
- 1975 : Babe (téléfilm)
- 1976 : Déluge sur la ville (téléfilm)
- 1980 : Les diamants de l'oubli (téléfilm)
- 1981 : Farewell to the Planet of the Apes (téléfilm)
- 1982 : Family in Blue (téléfilm)

## Distinctions
Oscar des meilleurs décors

### Récompenses
- en 1960 pour Le Journal d'Anne Frank
- en 1967 pour Le Voyage fantastique

### Nominations
- en 1954 pour Titanic
- en 1957 pour L'Enfant du divorce
- en 1965 pour Madame Croque-maris
- en 1968 pour L'Extravagant Docteur Dolittle